# Gustavo Errázuriz Larraín
Gustavo Errázuriz Larraín (Santiago, 1894-Ibíd, ¿?) fue un ingeniero agrónomo, agricultor y político chileno, miembro del Partido Conservador. Se desempeñó como diputado de la República desde 1926 hasta 1932.

## Familia y estudios
Nació en Santiago de Chile en 1894, hijo de Carmela Larraín Valdés y Elías Errázuriz Echaurren, quien fuera hermano de Federico Errázuriz Echaurren, presidente de la República entre 1896 y 1901. Su hermano Elías, también militante conservador, actuó como diputado por dos periodos legislativos consecutivos, desde 1926 hasta 1932. Realizó sus estudios primarios y secundarios en el Colegio de los Sagrados Corazones de Santiago. Continuó los superiores en la Pontificia Universidad Católica (PUC), titulándose como ingeniero agrónomo. Se dedicó a ejercer su profesión, y a la agricultura, explotando el fundo "Colchagua" en la comuna de Santa Cruz.
Se casó con Rosario Concha Sotomayor, hija de Graciela Sotomayor Lemoine y Domingo Santiago Concha Subercaseaux, hijo a su vez del empresario y político Melchor de Santiago-Concha y Toro. Con su cónyuge tuvo dos hijos: Rosario y Gustavo.

## Carrera política
En el ámbito político, militó en las filas del Partido Conservador. En las elecciones parlamentarias de 1932, se postuló como candidato a diputado por la 10.ª Agrupación Departamental (correspondiente a los departamentos de San Fernando y Santa Cruz), resultando electo para el período legislativo 1933-1937.
Entre otras actividades, fue miembro de la Sociedad Nacional de Agricultura (SNA), del Club de La Unión, y del Club Hípico de Santiago. Obtuvo la condecoración caballero de la Soberana Orden de Malta de Chile. Falleció en su lugar natal.